# Система кодирования лицевых движений

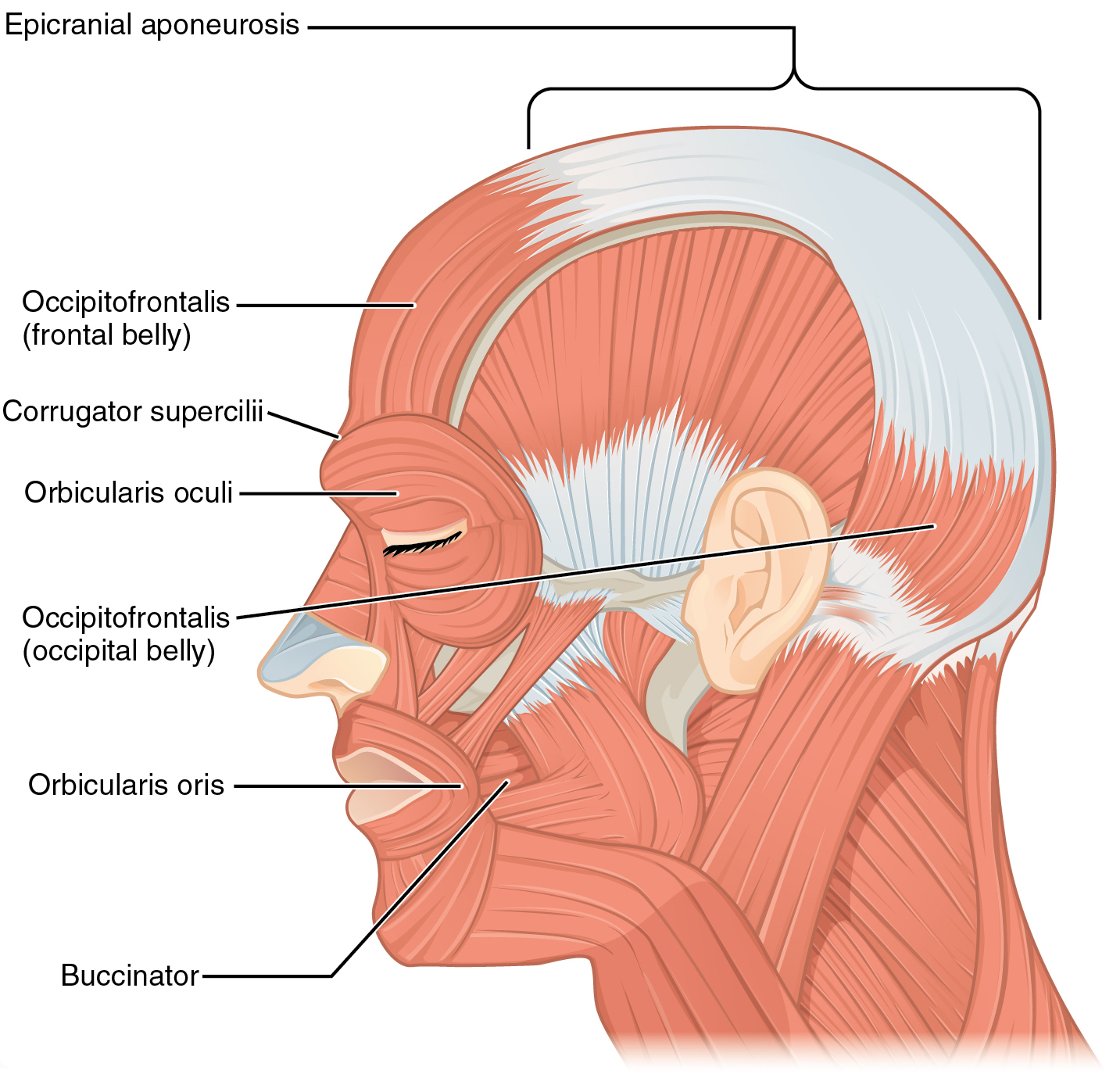
Мышцы головы и шеи

Система кодирования лицевых движений (СКЛиД) (англ. Facial Action Coding System (FACS)) представляет собой систему для классификации выражений лица человека, изначально разработанную Полом Экманом и Уоллесом Фризеном в 1978 году.

## Использование
Руководство СКЛиД изложено на более чем 500 страницах и представляет собой подробнейшее описание двигательных единиц и дескрипторов.
В то время как двигательные единицы являются независимыми от любой интерпретации, они могут быть использованы для любого принятия решения высшего порядка, включая распознавание эмоций.
СКЛиД разработана для самостоятельного обучения. С технологией можно познакомиться из ряда различных источников, включая руководства и семинары, а также стать сертифицированным специалистом, пройдя тестирование.
С использованием СКЛиД можно вручную закодировать практические любое, анатомически возможное выражение лица, деконструируя его на вызвавшие его конкретные двигательные единицы и их временны́е сегменты.
Например, СКЛиД может быть использована для определения двух типов улыбок следующим образом:
- Дежурная, официальная улыбка «Пан-Ам» (по названию авиакомпании, стюардессы которой должны были улыбаться каждому пассажиру[5]): сокращение только большой скуловой мышцы.
- Искренняя и невольная улыбка Дюшена: сокращение большой скуловой мышцы и нижней части круговой мышцы глаза.

Хотя маркировка выражений лица в настоящее время и требует обученных экспертов, исследователи добились определённых успехов в использовании компьютеров для автоматической идентификации кодов СКЛиД, и тем самым быстрого определения типов эмоций. Компьютерные графические модели лица, такие как CANDIDE Архивная копия от 9 апреля 2011 на Wayback Machine или Artnatomy, позволяют имитировать выражения лица, определяя показатели желаемых двигательных единиц.
Было предложено использовать СКЛиД для анализа степени депрессии, и для измерения боли у пациентов, которые не в состоянии говорить.
Был также разработан вариант СКЛиД для анализа мимики шимпанзе.

### ЭмСКЛиД
П. Экман и У. Фризен так же разработали ЭмСКЛиД — Эмоциональную систему кодирования лицевых движений (англ. Emotion Facial Action Coding System (EmFACS)) и FACSAID (Facial Action Coding System Affect Interpretation Dictionary) которые рассматривает только лицевые движения, связанные с эмоциями. Например:
| Эмоция     | Прототип | Главные варианты                                                                             |
| ---------- | --- | -------------------------------------------------------------------------------------------- |
| Удивление  | 1+2+5B+26 1+2+5B+27                                                                                         | 1+2+5B 1+2+26 1+2+27 5B+26 5B+27                                                             |
| Страх      | 1+2+4+5*+20*+25, 26, или 27 1+2+4+5*+25, 26, или 27                                                         | 1+2+4+5*+L или R20*+25, 26, или 27 1+2+4+5* 1+2+5*, с/без 25, 26, 27 5*+20* с/без 25, 26, 27 |
| Радость    | 6+12* 12C/D                                                                                                 |                                                                                              |
| Печаль     | 1+4+11+15B с/без 54+64 1+4+15* с/без 54+64 6+15* с/без 54+64                                                | 1+4+11 с/без 54+64 1+4+15B с/без 54+64 1+4+15B+17 с/без 54+64 11+15B с/без 54+64 11+17       |
|            | 25 или 26 могут встречаться со всеми прототипами и основными вариантами                                     |                                                                                              |
| Отвращение | 9 9+16+15, 26 9+17 10* 10*+16+25, 26 10+17                                                                  |                                                                                              |
| Презрение  | 9 или U10 12 U14 или B14                                                                                    | L12+L14 R12+R14                                                                              |
| Гнев       | 4+5*+7+10*+22+23+25, 26 4+5*+7+10*+23+25, 26 4+5*+7+23+25, 26 4+5*+7+17+23 4+5*+7+17+24 4+5*+7+23 4+5*+7+24 | Любые из прототипов без любой из следующих ДЕ: 4, 5, 7 или 10.                               |

Звёздочка означает, что ДЕ в этой комбинации может быть любой интенсивности.

## Коды двигательных единиц
СКЛиД фактически не предусматривает любую биомеханическую информацию о степени активации мышц, но основные мышцы, участвующие в формировании выражений лица, были добавлены сюда для удобства читателя.
Двигательные единицы (ДЕ) представляют собой основные движения, совершаемые отдельными мышцами или группой мышц.
Двигательные дескрипторы (ДД) представляют собой движения, совершаемые группами мышц (например, выдвигание нижней челюсти вперед). Мышечная основа для этих движений не указана.
Движение глаз и головы (М)

### Оценивание интенсивности
Для обозначения интенсивности задействования ДЕ, в СКЛиД к номеру ДЕ добавляют латинские буквы с A по E, в зависимости от минимальной — максимальной интенсивности движения. Например, ДЕ 1А является самым трудноразличимым движением ДЕ 1, а ДЕ 1Е является максимально возможной интенсивностью для определённого человека.
- A Слабо различимое
- B Незначительное
- C Заметное или ярко выраженное
- D Сильное или крайне заметное
- E Предельное

### Симметричность
Двигательные единицы относительно воображаемой вертикальной оси лица могут быть:
- Двусторонние, симметричные (B — bilateral). Например, (B)1.
- Односторонние (U — unilateral). Например, U12, U14:
  - левая (L — left). Например, L12.
  - правая (R — right). Например, R14.

### Список двигательных единиц и двигательных дескрипторов (с указанием мышц)

#### Основные коды
| № ДЕ | Оригинал               | Перевод                            | Мышечная основа                                                                                             |
| ---- | ---------------------- | ---------------------------------- | --- |
| 0    | Neutral face           | Нейтральное лицо                   | |
| 1    | Inner brow raiser      | Подниматель внутренней части брови | лобная мышца (медиальная часть)                                                                             |
| 2    | Outer brow raiser      | Подниматель внешней части брови    | лобная мышца (латеральная часть)                                                                            |
| 4    | Brow lowerer           | Опускатель брови                   | мышца гордецов; мышца, опускающая бровь; мышца, сморщивающая бровь                                          |
| 5    | Upper lid raiser       | Подниматель верхнего века          | мышца, поднимающее верхнее веко                                                                             |
| 6    | Cheek raiser           | Подниматель щеки                   | круговая мышца глаза (глазничная часть)                                                                     |
| 7    | Lid tightener          | Натягиватель века                  | круговая мышца глаза (вековая часть)                                                                        |
| 8    | Lips toward each other | Губы навстречу друг другу          | круговая мышца рта                                                                                          |
| 9    | Nose wrinkler          | Сморщиватель носа                  | мышца, поднимающая верхнюю губу и крыло носа                                                                |
| 10   | Upper lip raiser       | Подниматель верхней губы           | мышца, поднимающая верхнюю губу (также известна как квадратная мышца верхней губы), нижнеглазничная головка |
| 11   | Nasolabial deepener    | Углубитель носогубной складки      | малая скуловая мышца                                                                                        |
| 12   | Lip corner puller      | Подниматель уголка губы            | большая скуловая мышца                                                                                      |
| 13   | Sharp lip puller       | Острый подниматель уголка губы     | мышца, поднимающая угол рта (также известна как собачья мышца)                                              |
| 14   | Dimpler                | Ямочка                             | щёчная мышца (также известна как мышца трубачей)                                                            |
| 15   | Lip corner depressor   | Опускатель уголка губы             | мышца, опускающая угол рта (также известна как треугольная мышца рта)                                       |
| 16   | Lower lip depressor    | Опускатель нижней губы             | мышца, опускающая нижнюю губу (также известна как четырёхугольная мышца нижней губы)                        |
| 17   | Chin raiser            | Подниматель подбородка             | подбородочная мышца                                                                                         |
| 18   | Lip pucker             | Сморщиватель губ                   | резцовая мышца верхней губы и резцовая мышца нижней губы                                                    |
| 19   | Tongue show            | Показ языка                        | |
| 20   | Lip stretcher          | Растягиватель губ                  | мышца смеха с/без подкожной мышцей шеи                                                                      |
| 21   | Neck tightener         | Натягиватель шеи                   | подкожная мышца шеи                                                                                         |
| 22   | Lip funneler           | Губы воронкой                      | круговая мышца рта                                                                                          |
| 23   | Lip tightener          | Натягиватель губ                   | круговая мышца рта                                                                                          |
| 24   | Lip pressor            | Сжиматель губ                      | круговая мышца рта                                                                                          |
| 25   | Lips part              | Губы разведены                     | мышца, опускающая нижнюю губу или расслабление подбородочной мышцы или круговой мышцы рта                   |
| 26   | Jaw drop               | Челюсть опущена                    | жевательная мышца, расслабленные височная мышца и медиальная крыловидная мышца                              |
| 27   | Mouth stretch          | Рот широко открыт                  | медиальная крыловидная мышца и латеральная крыловидная мышца, двубрюшная мышца                              |
| 28   | Lip suck               | Втягивание губ                     | круговая мышца рта                                                                                          |
| 29   | Jaw thrust             | Нижняя челюсть вперёд              | |
| 30   | Jaw sideways           | Челюсть в бок                      | |
| 31   | Jaw clencher           | Сжиматель челюстей                 | жевательная мышца                                                                                           |
| 32   | Lip bite               | Покусывание губы                   | |
| 33   | Cheek blow             | Выдувание                          | |
| 34   | Cheek puff             | Раздувание щёк                     | |
| 35   | Cheek suck             | Втягивание щёк                     | |
| 36   | Tongue bulge           | Язык высунут                       | |
| 37   | Lip wipe               | Облизывание губ                    | |
| 38   | Nostril dilator        | Расширитель ноздрей                | носовая мышца (внутренняя, или крыльная часть)                                                              |
| 39   | Nostril compressor     | Суживатель ноздрей                 | носовая мышца (наружная, или поперечная часть) и мышца, опускающая перегородку носа                         |
| 41   | Glabella lowerer       | Опускатель надпереносья            | Отдельная часть ДЕ 4: мышца гордецов                                                                        |
| 42   | Inner eyebrow lowerer  | Опускатель внутренней части брови  | Отдельная часть ДЕ 4: мышца, опускающая бровь                                                               |
| 43   | Eyes closed            | Глаза закрыты                      | Расслабление мышцы, поднимающей верхнее веко                                                                |
| 44   | Eyebrow gatherer       | Сведение бровей                    | Отдельная часть ДЕ 4: мышца, сморщивающая бровь                                                             |
| 45   | Blink                  | Моргание                           | Расслабление мышцы, поднимающей верхнее веко; сокращение круговой мышцы глаза (вековая часть)               |
| 46   | Wink                   | Подмигивание                       | круговая мышца глаза                                                                                        |

#### Коды движений головы
| № ДЕ | Оригинал                    | Перевод                     | Действие |
| ---- | --------------------------- | --------------------------- | --- |
| 51   | Head turn left              | Поворот головы влево        | |
| 52   | Head turn right             | Поворот головы вправо       | |
| 53   | Head up                     | Голова вверх                | |
| 54   | Head down                   | Голова вниз                 | |
| 55   | Head tilt left              | Наклон головы влево         | |
| M55  | Head tilt left              | Наклон головы влево         | Начало симметричной ДЕ 14 немедленно предваряется или сопровождается наклоном головы влево.                                                     |
| 56   | Head tilt right             | Наклон головы вправо        | |
| M56  | Head tilt right             | Наклон головы вправо        | Начало симметричной ДЕ 14 немедленно предваряется или сопровождается наклоном головы вправо.                                                    |
| 57   | Head forward                | Голова вперёд               | |
| M57  | Head thrust forward         | Толчок головы вперёд        | Начало ДЕ 17+24 немедленно предваряется, сопровождается либо завершается толчком головы вперёд.                                                 |
| 58   | Head back                   | Голова назад                | |
| M59  | Head shake up and down      | Кивок головой               | Начало ДЕ 17+24 немедленно предваряется, сопровождается либо завершается кивком головы.                                                         |
| M60  | Head shake side to side     | Голова из стороны в сторону | Начало ДЕ 17+24 немедленно предваряется, сопровождается либо завершается движение головы из стороны в сторону.                                  |
| M83  | Head upward and to the side | Голова вверх и в сторону    | Начало симметричной ДЕ 14 немедленно предваряется или сопровождается движением головы вверх и в сторону и/или наклоном головы влево или вправо. |

#### Коды движений глаз
| № ДЕ | Оригинал                                | Перевод                               | Действие |
| ---- | --------------------------------------- | ------------------------------------- | --- |
| 61   | Eyes turn left                          | Отведение глаз влево                  | |
| M61  | Eyes left                               | Глаза влево                           | Начало симметричной ДЕ 14 немедленно предваряется или сопровождается движением глаз влево. |
| 62   | Eyes turn right                         | Отведение глаз вправо                 | |
| M62  | Eyes right                              | Глаза вправо                          | Начало симметричной ДЕ 14 немедленно предваряется или сопровождается движением глаз вправо. |
| 63   | Eyes up                                 | Глаза вверх                           | |
| 64   | Eyes down                               | Глаза вниз                            | |
| 65   | Walleye                                 | Расходящееся косоглазие               | |
| 66   | Cross-eye                               | Сходящееся косоглазие                 | |
| M68  | Upward rolling of eyes                  | Закатывание глаз                      | Начало симметричной ДЕ 14 немедленно предваряется или сопровождается закатыванием глаз. |
| 69   | Eyes positioned to look at other person | Глаза на другом человеке              | ДЕ 4, 5, 7, по отдельности или в сочетании, происходят в момент, когда взгляд сосредоточен на другом человеке в разговоре.                                                                                   |
| M69  | Head and/or eyes look at other person   | Голова и/или глаза на другом человеке | Начало симметричной ДЕ 14 или ДЕ 4, 5, 7, по отдельности или в сочетании, немедленно предваряется или сопровождается движением глаз или движением головы и глаз для взгляда на другого человека в разговоре. |

#### Коды видимости
| № ДЕ | Оригинал                       | Перевод                    |
| ---- | ------------------------------ | -------------------------- |
| 70   | Brows and forehead not visible | Брови и лоб не видны       |
| 71   | Eyes not visible               | Глаза не видны             |
| 72   | Lower face not visible         | Нижняя часть лица не видна |
| 73   | Entire face not visible        | Всё лицо не видно          |
| 74   | Unscorable                     | Оценивание невозможно      |

#### Коды общего поведения
Эти коды зарезервированы для записи информации о поведении, которая может быть значимой для оцениваемых лицевых движений.
| № ДЕ | Оригинал                  | Перевод                         |
| ---- | ------------------------- | ------------------------------- |
| 40   | Sniff                     | Втягивание носом                |
| 50   | Speech                    | Речь                            |
| 80   | Swallow                   | Глотание                        |
| 81   | Chewing                   | Жевание                         |
| 82   | Shoulder shrug            | Пожатие плечом                  |
| 84   | Head shake back and forth | Движение головой назад и вперёд |
| 85   | Head nod up and down      | Кивок головой вверх и вниз      |
| 91   | Flash                     | Моргать                         |
| 92   | Partial flash             |                                 |
| 97*  | Shiver/tremble            | Дрожь/озноб                     |
| 98*  | Fast up-down look         | Быстрый взгляд вверх-вниз       |